# Zorotypus barberi
Zorotypus barberi är en jordlusart som beskrevs av Gurney 1938. Zorotypus barberi ingår i släktet Zorotypus och familjen Zorotypidae. Inga underarter finns listade i Catalogue of Life.